# Markthalle XIV
Die Markthalle XIV war eine nach dem Magistratsbauprogramm Ende des 19. Jahrhunderts errichtete Markthalle in Berlin für Lebensmittel und Blumen und wurde als Kleinhandelsmarkthalle bezeichnet. Alle 14 Städtischen Markthallen gehen auf Entwürfe von Hermann Blankenstein und August Lindemann zurück, die als Ersatz der offenen Warenmärkte dienten. Diese Halle befand sich im heutigen Ortsteil Gesundbrunnen, der im Jahr 1920 bei der Bildung der Gemeinde Groß-Berlin zum Bezirk Wedding kam.

## Geschichte
Mit dem enormen Bevölkerungszuwachs in Berlin und den Randortschaften zum Ende des 19. Jahrhunderts war es nötig, die allerorten betriebenen offenen Märkte durch wetterunabhängige und hygienischere Verkaufsmöglichkeiten zu ersetzen. Die Baudeputation des Berliner Magistrats hatte dazu ein Konzept erstellt, das vorsah, 14 geschlossene Markthallen gleichmäßig auf dem Stadtgebiet und den angrenzenden Orten zu verteilen. Aus einem architektonischen Grundmodell entwickelten die Architekten Anpassungen an die auf den Bauflächen vorhandenen örtlichen Gegebenheiten.

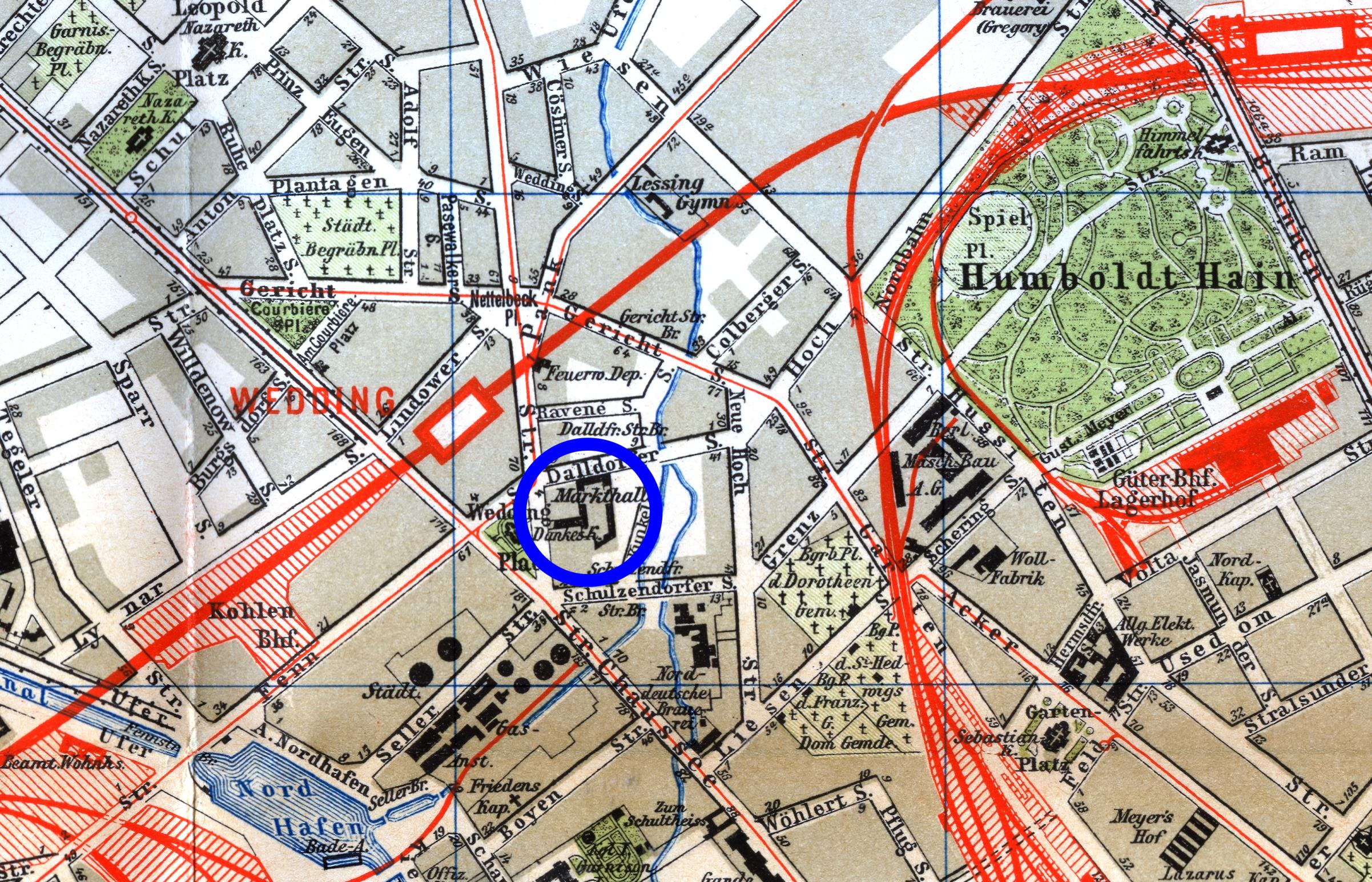
Lage der Markthalle XIV auf einem Stadtplanausschnitt von 1896

Für die Markthalle mit der Projektnummer XIV hatte die Stadtverwaltung eine Baufläche von 5000 m² im Innenbereich einer Wohnanlage im Vorwerk Wedding festgelegt und diese für einen Preis von 450.000 Mark erworben. Die Straßenzüge Reinickendorfer und Dalldorfer Straße begrenzten die Handelsfläche und die anliegenden Wohngebäude.
Der Magistrat hatte im Zusammenhang mit der erteilten Baugenehmigung im Jahr 1890 eine Summe von 755.000 Mark (kaufkraftbereinigt in heutiger Währung: rund 6,12 Millionen Euro) als Baukosten bereitgestellt.
Bereits nach zwei Jahren, am 1. September 1892 erfolgte die offizielle Eröffnung; verpachtet waren zu diesem Zeitpunkt 352 Marktstände, vor allem für Wurst- und Fleischwaren, Fische, Obst und Gemüse, Blumen (Grünkram u. dergl.).
Bald stellte sich heraus, dass die neue Markthalle XIV zu groß bemessen und wegen hoher Standgebühren schlecht ausgelastet war. Die rückgängige Nachfrage von Händlern und Kunden war auch dem Umstand geschuldet, dass in einer solchen Halle viele gleichartige Angebote nebeneinander bestanden, es keine Schaufenster und keine Werbemöglichkeiten gab. So waren die Umsätze rückläufig, im Jahr 1910 schloss die Verwaltung der Stadt Berlin die Markthallen XIII und IV. Räume und Flächen wurden danach anderweitig vermietet. Weiterhin beschäftigte der Magistrat von Berlin aber einen Markthalleninspektor.
Im Jahr 1915 sind unter der Adresse Reinickendorfer Straße 6 / Schönwalder Straße 19 (die Dalldorfer Straße war inzwischen umbenannt worden in Schönwalder Straße)  beispielsweise drei Händler und zwei Dienstleister angegeben.
Auch im Jahr 1920 hatte sich die Nachnutzung kaum verändert, die genannten Nutzer/Mieter waren weiterhin die Rechtsanwälte, die Seifenhandlung, die Manufaktur- und die Glaswarenhandlung; Wohnungsmieter sind nicht angegeben.
1930 zeigte sich eine ähnliche Nutzungsstruktur, als Verwalter hatte die Stadt jetzt einen Verwaltungssekretär eingesetzt (O. Jakobi), der Inspektor Schoenbeck war inzwischen verstorben, aber seine Witwe (E. Schoenbeck) wohnte weiter in dem Haus, drei Händler betrieben ihre Geschäfte in den Läden (Seifen, Porzellan, Kaffee).
Verwalter der ehemaligen Markthalle im Jahr 1943 war ein Inspektor namens E. Kieslich, ansässig war nun noch immer die Seifenwarenhandlung, die Porzellanhändlerin Anna Puttin, die Kaffeehändlerin A. Zuntz; neu hinzugekommen sind die Geflügelhandlung P. Schönfisch und ein Zahnarzt.
Am Ende des Zweiten Weltkriegs wurde die Halle samt der angrenzenden Wohnhäuser zerstört. Im Jahr 1948 sind im Berliner Adressbuch noch die Markthallen I, II, V, VI, VII, VIII, IX, X und XII angegeben. Anstelle der früheren Bebauung der Markthalle und ihrer straßenseitigen Wohnbauten entstanden neue fünfgeschossige Wohnbauten, die auch im 21. Jahrhundert noch erhalten sind.

## Beschreibung
Alle städtischen Bauten waren mit unverputzten roten Backsteinen errichtet und sparsam mit Bändern aus hellgelben Formsteinen geschmückt. Die baulichen Anschlüsse dieser Halle passten sich der Wohnbebauung der Umgebung an, sie waren daher nicht höher als zwei Etagen. Die obere Fensterreihe, in der Reinickendorfer Straße als doppelte Rundbogenfenster im zweiten Geschoss gestaltet, schmückten straßenseitig einige Reliefs mit Bezug auf die Waren in der Markthalle. Über den fünf Meter breiten Durchfahrten befand sich auf der Dalldorfer Straße der Schriftzug Markthalle XIV sowie das Berliner Wappen und darüber im Dreieckgiebel die Jahreszahl 1892. Als Blitzableiter und Zierde thronte mittig über beiden Straßeneinfahrten eine mehrere Meter hohe Metallstange mit einem oben angebrachten runden Relief-Medaillon mit dem Preußischen Adler darin (Wedding gehörte bis 1920 zum Land Preußen). Im Giebel über dem Hoftor prangte ein Berliner Bär.

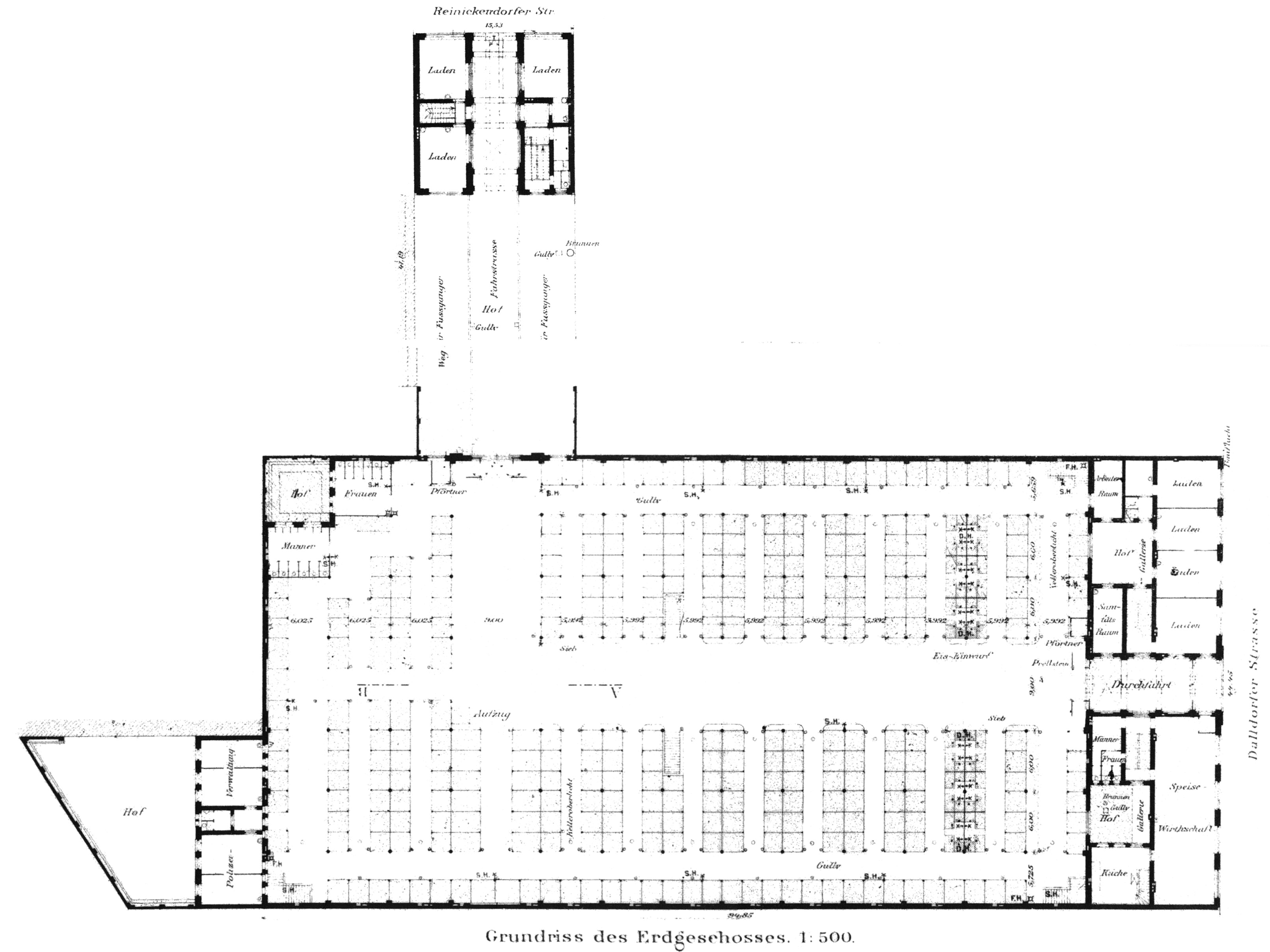
Grundriss der Halle im Erdgeschoss
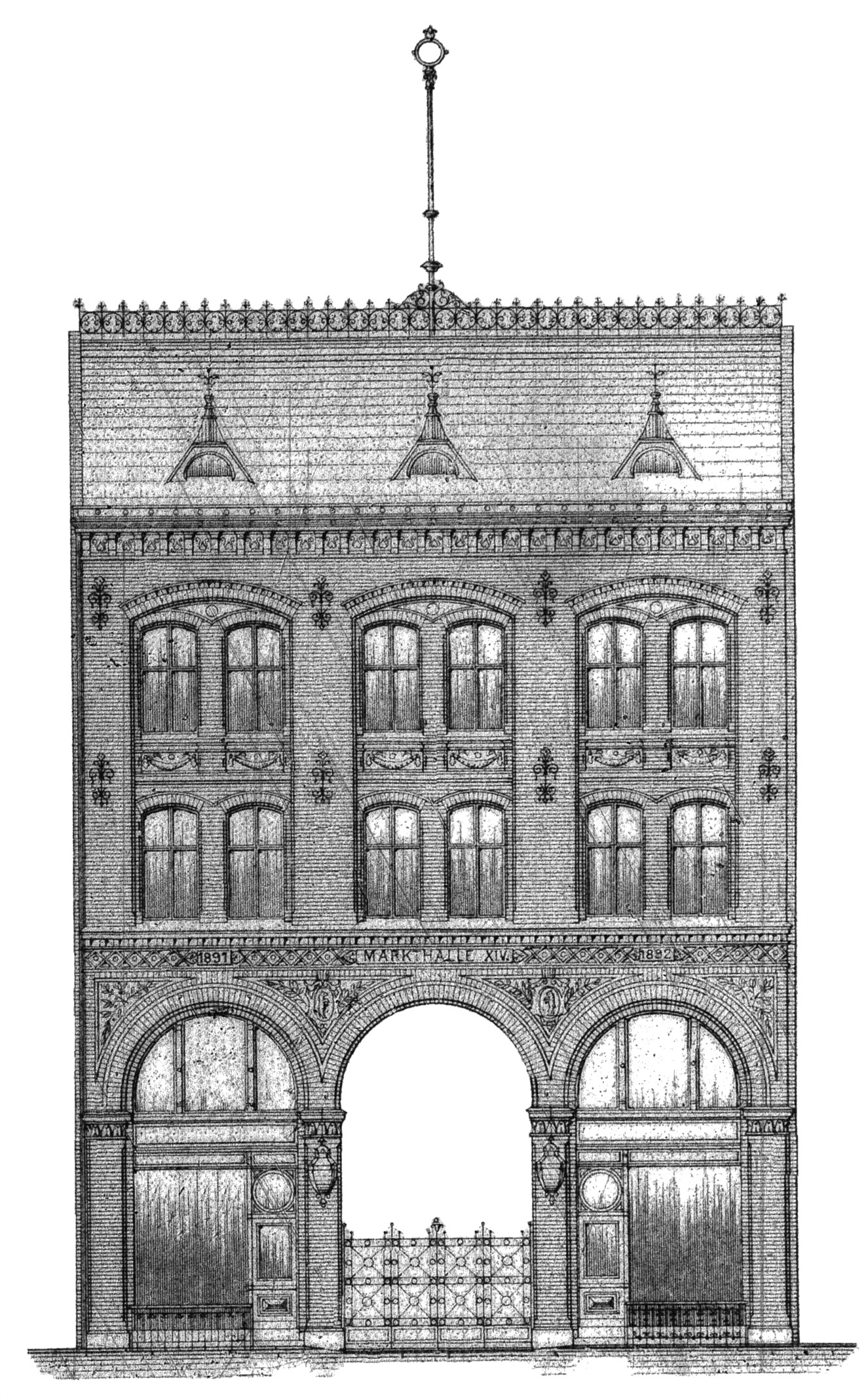
Fassade in der Reinickendorfer Str.
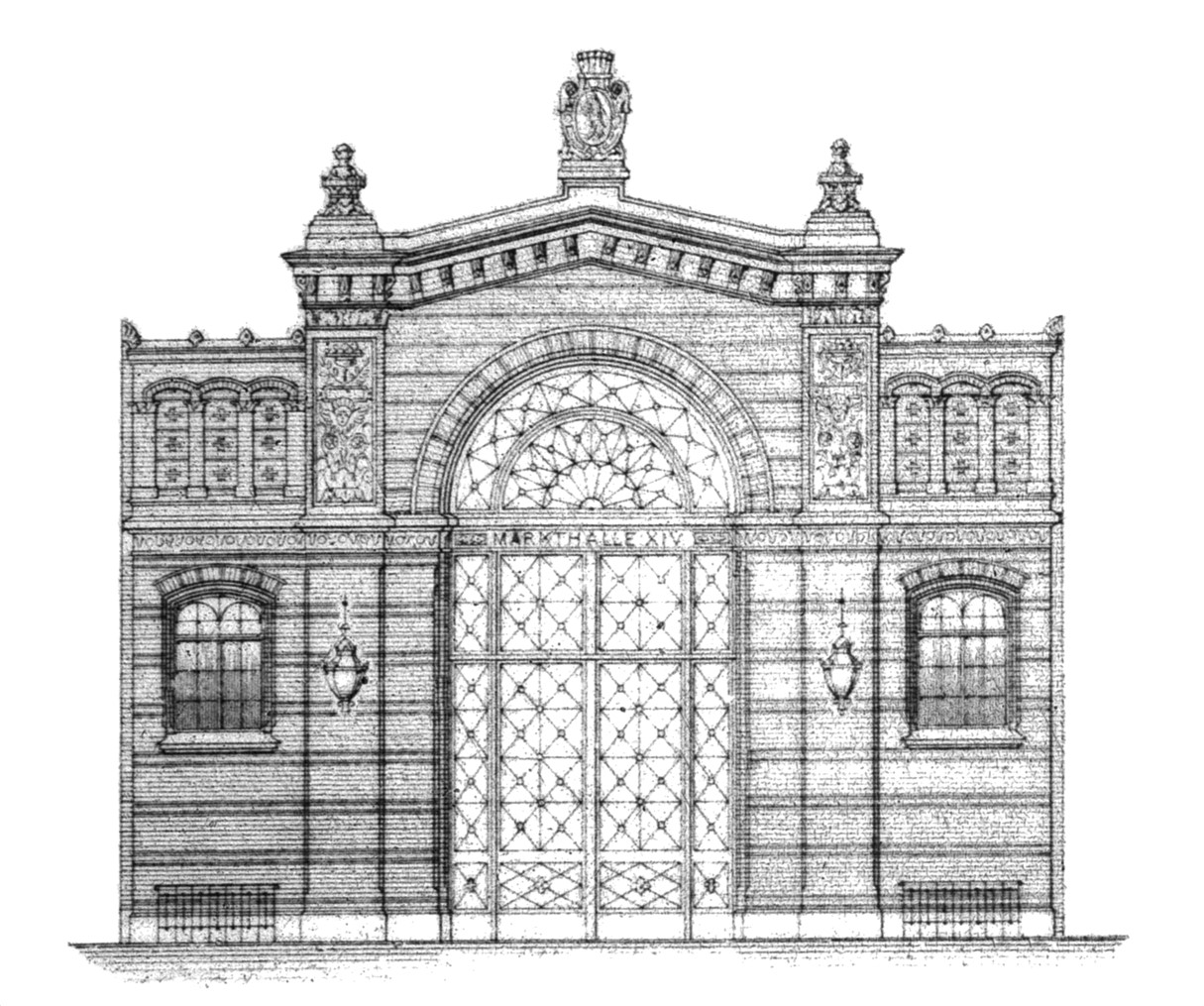
Hofseitige Fassade in der Reinickendorfer Str.

Das Vorderhaus an der Dalldorfer Straße (siehe Bild in der Infobox) diente als Geschäfts- und Wohnhaus, bestehend aus einem etwa 15 m tiefen Gebäude mit mehreren Läden im Erdgeschoss und einer über zwei Etagen reichenden Lieferzufahrt in Rundbogenform. Zum Hofgebäude führte eine etwa 45 m lange Fahrstraße, beiderseitig von Fußgängerwegen flankiert.
Im Hofbereich war der eigentliche Markthallenbau mit langrechteckigem Grundriss platziert, der mit einem Sheddach abgeschlossen war. Rundherum an den Wänden der Markthalle waren die Stände der Fleischer aufgestellt. Ein neun Meter breiter rechtwinklig geführter Mittelgang (von der Dalldorfer zur Reinickendorfer Straße führend) trennte die zahlreichen kleinen Marktstände in der Halle. Die Verkaufsfläche eines Standes betrug hier rund einen Meter mal einen Meter. Jeweils zwölf Stände, zu sechst einander gegenüber angeordnet, bildeten einen Verkaufsblock. Es gab zum Keller einen handbetriebenen Aufzug, um die Warenlieferung bequem zu bewerkstelligen und um den Abfall in einen dort aufgestellten Behälter zu sammeln.

Im Vordergebäude der Dalldorfer Straße war eine Speisewirtschaft eingerichtet, zudem gab es zwei Lichthöfe, einen Polizeiposten, Verwaltungsräume, Sanitär- und Toilettenräume sowie kleine Aufenthaltsräume für Lieferanten und Händler. Zur Zwischenlagerung verderblicher Lebensmittel befanden sich im Kellerbereich Kühlkammern, die von oben mit Natureisblöcken beschickt werden konnten.